# Luis Loor
Luis Loor (Manta, Ecuador, 25 de mayo de 1994). Es un futbolista ecuatoriano. Juega de Mediocampista y su equipo actual es Club Deportivo Grecia de la Segunda Categoría de Ecuador.

## Trayectoria
Se inició en las inferiores del Manta FC desde la categoría sub-16,sub-18 y Reserva.Edwin Cozar le dio la oportunidad de debutar en el 2013 en un partido válido por la Serie A de Ecuador contra la CD Universidad Católica resultado a favor de dicho equipo.En el 2014 el Manta FC a base de los malos resultados se vio obligado a pelear el descenso donde luchó hasta la última fecha para quedarse en Primera pero desafortunadamente no lo logró y descendió en la última fecha del Campeonato Ecuatoriano de Fútbol.

## Clubes
| Club                  | País    | Año         |
| --------------------- | ------- | ----------- |
| Manta Fútbol Club     | Ecuador | 2010 – 2016 |
| Liga de Portoviejo    | Ecuador | 2017        |
| Club Deportivo Grecia | Ecuador | 2017        |